# Барберс Појнт Хаусинг (Хаваји)
Барберс Појнт Хаусинг (енгл. Barbers Point Housing) насељено је место за статистичке потребе у америчкој савезној држави Хаваји. По попису становништва из 2010. у њему је живело . становника.

## Демографија
Према попису становништва из 2000. у граду је живело 67 становника.
| Група             | 2000.      | 2010.  |
| Белци             | 57 (85,1%) | . (.%) |
| Афроамериканци    | 0 (0,0%)   | . (.%) |
| Азијати           | 4 (6,0%)   | . (.%) |
| Хиспаноамериканци | 2 (3,0%)   | . (.%) |
| Укупно            | 67         | .      |